# 丹羽孝希
丹羽孝希（日语：／ Niwa Koki，1994年10月10日—），日本男子乒乓球运动员，出生于北海道，畢業於青森山田中学校，2013年入讀明治大學。其师从于前中国乒乓球国手韦晴光，球風多變，頗具觀賞性。

## 簡歷
2009年，丹羽首次參加世界乒乓球錦標賽，時年僅15歲。
2010年11月，丹羽代表日本出戰廣州亞運會，參加乒乓球比賽的男子雙打（夥拍：松平健太）及團體項目，奪得兩面銅牌。
2011年，丹羽於乒乓球世青賽中擊敗林高遠，奪得男單冠軍。2012年，丹羽在奧運會乒乓球亞洲區預選賽中，以4:2爆冷擊敗當時排名世界第一的中國選手馬龍，率先取得奧運會乒乓球比賽參賽資格。同年，丹羽和水谷隼、岸川聖也出戰倫敦奧運會乒乓球男子團體比賽，打進了該屆賽事的八強。
2016年里约奥运会，第二次参加奥运的丹羽孝希在单打八强赛上以1比4败于中国选手张继科，止步八强。在团体赛中，丹羽与队友水谷隼、吉村真晴搭档，最终收获一枚银牌。
2020年东京奥运会上，丹羽作为三战奥运的“老将”，在单打比赛中不敌当届铜牌得主、德国名将奥恰洛夫，未能进入前八。团体赛场，丹羽孝希与水谷隼、張本智和组成的日本男团闯入四强，半决赛日本男团以2比3不敌德国男团；铜牌赛上，日本以3比1的比分击败韩国，夺得男团铜牌。
在2021年休斯敦世乒赛结束后，丹羽孝希宣布不再参加国际比赛并从日本国家队退队，但表示仍会作为运动员继续参加国内的商业联赛。

## 技術與風格
丹羽孝希技術全面，縱使身材瘦小與對手中遠台對拉也不顯弱勢。也因為他身材上的不利，在打法上更追求靈活多變與冷靜，避免被對手調動。所謂的靈活，其實是改變節奏，丹羽在大部分的時候擊球動作和策略都是規範的，但當回合不利時，他能抱持沉著並應用適當的反制技術，諸如反手側切、正手下切、撇、削，常能使對手擊球困難，強迫回合變慢並打亂對手節奏。但有時情況正常時，卻使用出人意表甚至冒險的方式處理球，這些球的旋轉也往往難以預測，使對手不好用常識回球甚至失誤。處理特殊球時，丹羽不拘泥於動作的架子，善用身體各部位的平衡來擊球，穩定中富有靈活趣味。
丹羽的球風就像擊敗歌利亞的大衛，縱然對手有身材與力量上的優勢，也可能被丹羽的臨危不亂及巧勁所折服。而這種有時不按牌理出牌的「難預測性」和「靈活性」正是丹羽在桌壇有一席之地的原因。